# روي ألميدا
روي ألميدا الملقب روي ميغيل غارسيا لوبيز دي ألميدا (لشبونة، 29 أيلول / سبتمبر 1969) هو مدرب كرة القدم برتغالي.

## وصلات خارجية
- روي ألميدا على موقع قاعدة بيانات كرة القدم.إي يو (الإنجليزية)